# Pansori

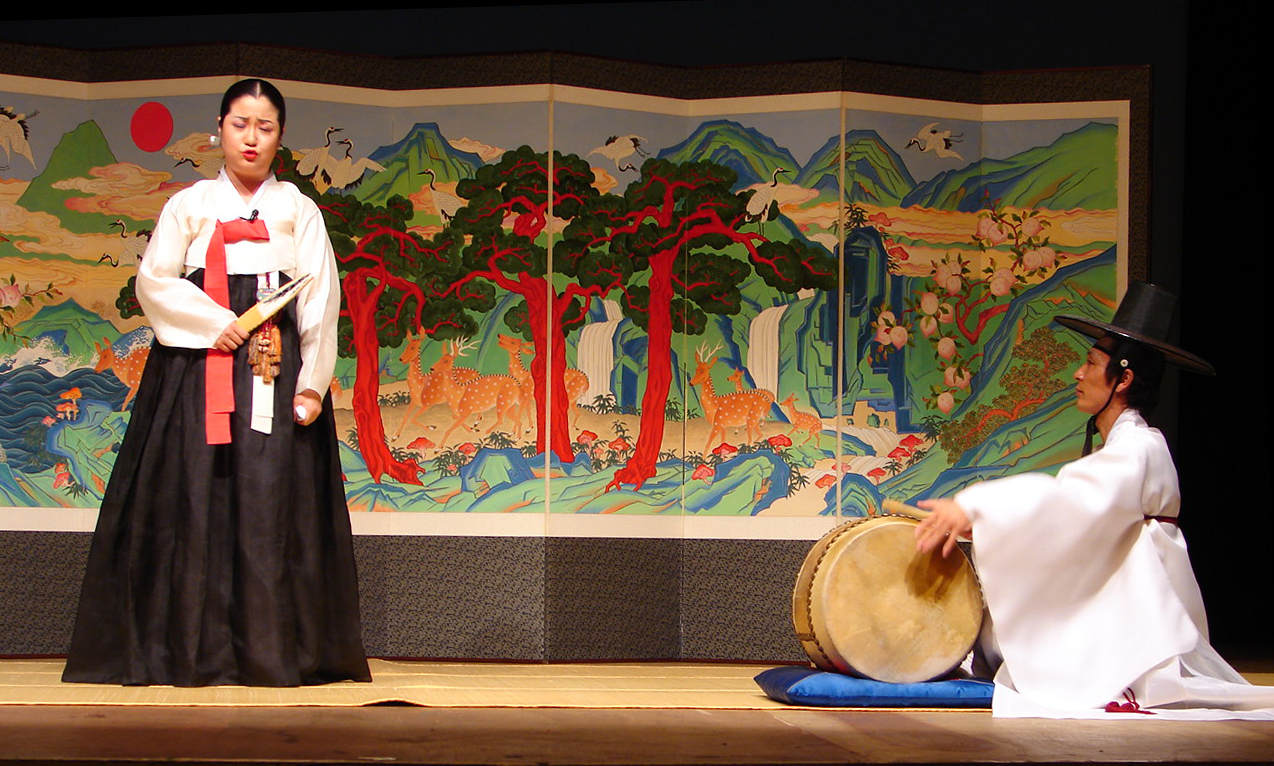
Pokaz pansori w Centrum Kulturalnym w Pusan

Pansori (kor. 판소리), zapisywane również p'ansori − tradycyjny gatunek muzyki koreańskiej, nazywany koreańską operą. Znajduje się na liście arcydzieł ustnego i niematerialnego dziedzictwa ludzkości i niematerialnego dziedzictwa UNESCO.

## Historia
Pansori rozwinęło się w południowo-zachodniej Korei w XVII wieku. Wywodzi się prawdopodobnie z pieśni szamańskich. Aż do XIX wieku była to tradycja głównie wśród ludu, kiedy to w opowieściach pojawiły się motywy z bardziej wyszukanej literatury i stały się one obiektem zainteresowania wśród elit. 
Od końca XIX wieku do początku XX na pansori zaczęły mieć wpływ koncepty oper zachodnich, ponieważ podczas tego okresu Korea została skolonizowana przez Japonię. Zaczęto odchodzić od tradycyjnych form kultury, na rzecz tych, które przybyły z Zachodu. W wyniku czego pansori zmieniło metody wystąpień oraz śpiewania.
W 2003 roku pansori zostało proklamowane arcydziełem ustnego i niematerialnego dziedzictwa ludzkości a w 2008 roku wpisane na listę niematerialnego dziedzictwa UNESCO.

## Wykonanie
Pansori wykonywane jest przez śpiewaka zwanego sorikkun (소리꾼) i akompaniującego mu na bębnie buk (북) bębniarza zwanego gosu (고수). Nazwa pansori pochodzi od słów pan (판), oznaczającego „miejsce gdzie zbierają się ludzie, przestrzeń” i sori (소리) oznaczającego „dźwięk”.
Temat opowieści zwykle osadzony jest w okresie Joseon. Pansori nazywane jest koreańską operą.
W skład tradycyjnego zestawu pieśni pansori wchodziło 12 opowieści, zwanych madang (마당). Zwykle opowieści są bardzo długie, pełne ich opowiedzenie może zająć kilka godzin. Do dziś zachowało się jednak tylko pięć z nich: Chunhyangga (춘향가), Simcheongga (심청가), Heungbuga (흥보가), Jeokbyeokga (적벽가), Sugungga (수궁가).
Podczas wykonywania utworu sorikkun zwykle trzyma składany wachlarz, którego wymachy podkreślają ruch śpiewaka. Do zadań sorikkun należy pieśń (kor. chang), recytacja (kor. aniri) i gest (kor. ballim). Gosu nadaje rytm nie tylko przez uderzanie w bęben, ale przez dźwięki zwane chuimsae (추임새), mogące być zarówno nic nieznaczącymi okrzykami jak i krótkimi słowami. Publiczność również może wspomagać śpiewaka za pomocą chuimsae.

## Galeria

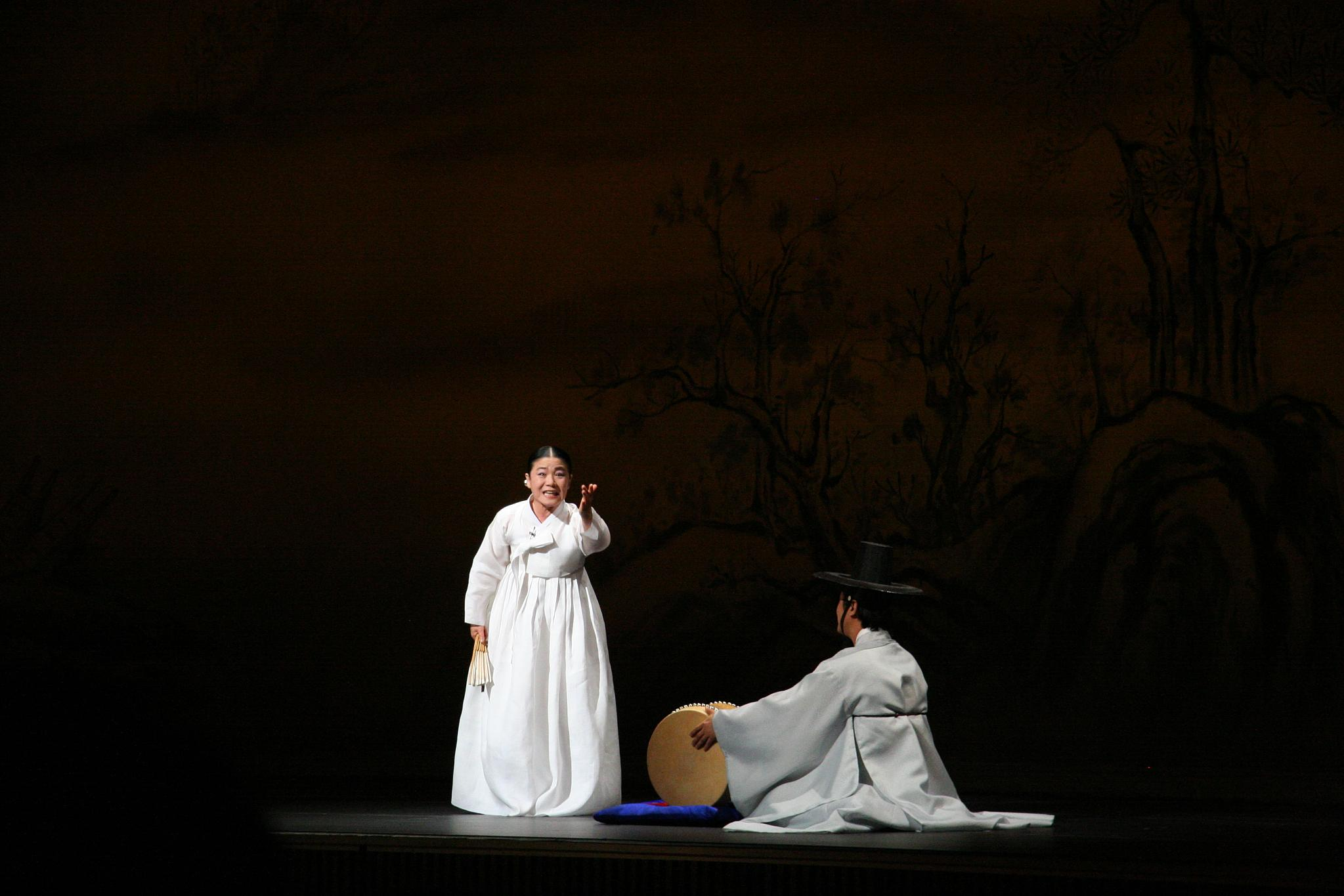
Pieśń Heungbuga wykonana przez Ahn Sook-sun, Seul, 2006
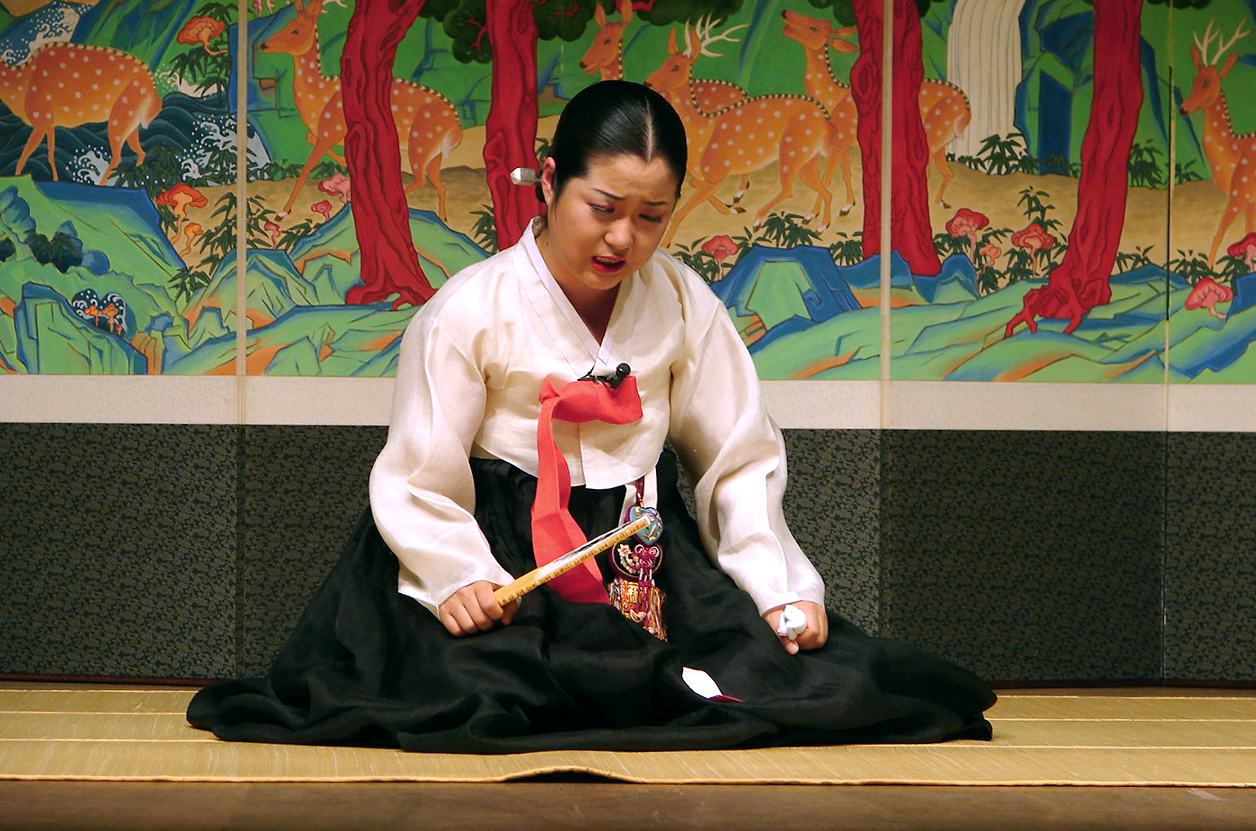
Pokaz pansori w Centrum Kulturalnym w Pusan
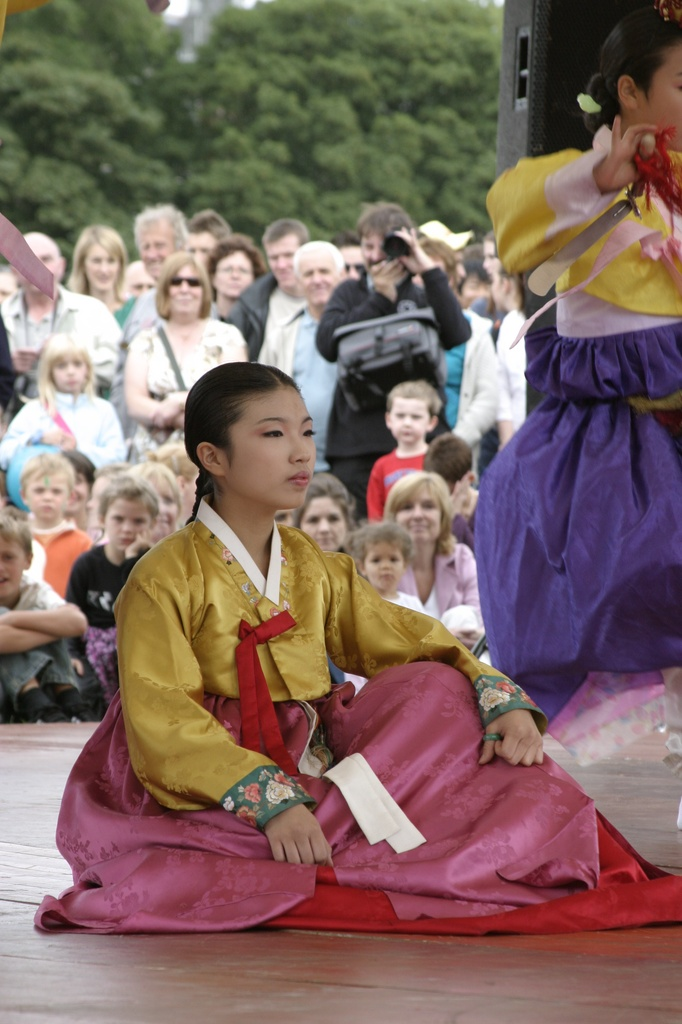
Pansori na festiwalu w Edynburgu